# Пен Шуай
|результати_парні_Australian_Open   = Ф (2017)
|результати_парні_Roland_Garros     = П (2014)
|результати_парні_Wimbledon         = П (2013)
|результати_парні_US_Open           = ПФ (2017)
|останнє_оновлення       = Завершила виступи
}}
Пен Шуай (спрощена китайська: 彭帅, традиційна китайська: 彭帥, піньінь: Péng Shuài, 8 січня 1986) — китайська тенісистка.
Пен відома витривалістю на корті. Вона грає двома руками з обох боків, використовуючи дуже плоскі удари. Вона перемагала багатьох тенісисток із чільної десятки та чільної п'ятірки світового рейтингу, але, часто потрапляючи в півфінали й фінали, станом на початок червня 2011 ще не вигравала турнірів WTA. Стабільна гра дозволила їй на початку червня 2011 вперше потрапити в чільну двадцятку рейтингу. Свою першу перемогу в турнірі WTA Пен здобула на Tianjin Open 2016.
Більших успіхів Пен досягла в парному розряді, де вона виступає з тенісисткою Тайваню Сє Шувей. 17 лютого 2014 року вони досягли найвищого щабля рейтингу WTA серед парних гравців. Це сталося після того як китайсько-тайванська пара виграла Вімблдонський турнір 2013 року. 2014 року Пен та Сє виграли Відкритий чемпіонат Франції.
У листопаді 2021 року Пен зникла після того, як він опублікувала пост у Weibo. У пості детально розповідається про роман за участю Чжан Гаолі, віце-прем'єра Китаю у відставці, який примусив її до сексу з ним. Ця новина була цензурована в Китаї. WTA призупинила, з цього приводу, всі свої змагання в країні. Після інциденту Пен робила кілька публічних виступів і оголосила про свій відхід з професійного тенісу. WTA, хоча не задоволена цією справою, оголосила, що повертається до Китаю 2023 року.

## Загальна статистика

### Виступи на турнірах Великого шолома
| W | Ф | ПФ | ЧФ | #Р | КТ | К# | DNQ | A | NH |

#### Одиночний розряд
| Турнір                                 | 2004 | 2005 | 2006 | 2007 | 2008 | 2009 | 2010 | 2011 | 2012 | 2013 | 2014 | 2015 | 2016 | 2017 | 2018 | 2019 | 2020 | 2021 | SR            | П-П           | % Перемог     |
| -------------------------------------- | ---- | ---- | ---- | ---- | ---- | ---- | ---- | ---- | ---- | ---- | ---- | ---- | ---- | ---- | ---- | ---- | ---- | ---- | ------------- | ------------- | ------------- |
| Відкритий чемпіонат Австралії з тенісу |      | 2р   | 1р   | 2р   | 1р   | 3р   | 1р   | 4р   | 2р   | 2р   | 1р   | 4р   |      | 2р   | 1р   | 1р   | 1р   |      | 0 / 15        | 13–15         | 46%           |
| Відкритий чемпіонат Франції з тенісу   | К3р  | 2р   | 2р   |      | 2р   | 1р   |      | 3р   | 3р   | 2р   | 1р   | 1р   |      | 1р   | 2р   | К1р  |      |      | 0 / 11        | 9–11          | 45%           |
| Вімблдонський турнір                   | 1р   |      | 3р   | 1р   | 3р   | 2р   |      | 4р   | 4р   | 2р   | 4р   |      | 1р   | 3р   | 1р   | К1р  | NH   |      | 0 / 12        | 17–12         | 59%           |
| Відкритий чемпіонат США з тенісу       | К1р  | 1р   | 1р   | 1р   | 2р   | 2р   | 3р   | 4р   | 1р   | 2р   | ПФ   |      | 1р   | 2р   |      | 2р   |      |      | 0 / 13        | 15–13         | 54%           |
| П-П                                    | 0–1  | 2–3  | 3–4  | 1–3  | 4–4  | 4–4  | 2–2  | 11–4 | 6–4  | 4–4  | 8–4  | 3–2  | 0–2  | 4–4  | 1–3  | 1–2  | 0–1  | 0–0  | 0 / 51        | 54–51         | 51%           |
| Загальна статистика                    |      |      |      |      |      |      |      |      |      |      |      |      |      |      |      |      |      |      |               |               |               |
| Титули                                 | 0    | 0    | 0    | 0    | 0    | 0    | 0    | 0    | 0    | 0    | 0    | 0    | 1    | 1    | 0    | 0    | 0    | 0    | За кар'єру: 2 | За кар'єру: 2 | За кар'єру: 2 |
| Фінали                                 | 0    | 0    | 1    | 0    | 2    | 0    | 0    | 1    | 0    | 1    | 1    | 0    | 1    | 2    | 0    | 0    | 0    | 0    | За кар'єру: 9 | За кар'єру: 9 | За кар'єру: 9 |
| Рейтинг на кінець року                 | 73   | 37   | 56   | 46   | 40   | 47   | 72   | 17   | 40   | 45   | 21   | 137  | 84   | 27   | 298  | 75   | 117  | 306  | $9,617,653    | $9,617,653    | $9,617,653    |

#### Парний розряд
| Турнір                                 | 2004                 | 2005                 | 2006                 | 2007                 | 2008                 | 2009                 | 2010                 | 2011                 | 2012                 | 2013 | 2014 | 2015                 | 2016                 | 2017                 | 2018                 | 2019                 | 2020                 | 2021                 | SR             | W–L            |
| -------------------------------------- | -------------------- | -------------------- | -------------------- | -------------------- | -------------------- | -------------------- | -------------------- | -------------------- | -------------------- | ---- | ---- | -------------------- | -------------------- | -------------------- | -------------------- | -------------------- | -------------------- | -------------------- | -------------- | -------------- |
| Відкритий чемпіонат Австралії з тенісу |                      | 3р                   | 2р                   | 2р                   | 2р                   | ЧФ                   | 3р                   | 3р                   | 1р                   | 3р   | 2р   | 1р                   | 1р                   | Ф                    | ПФ                   | 1р                   | 1р                   |                      | 0 / 16         | 24–16          |
| Відкритий чемпіонат Франції з тенісу   |                      | 1р                   | 2р                   |                      | 3р                   | ПФ                   |                      | 2р                   | 3р                   | 2р   | П    |                      |                      | 3р                   | 1р                   |                      |                      |                      | 1 / 10         | 19–9           |
| Вімблдонський турнір                   |                      |                      | 2р                   | ЧФ                   | 1р                   | 1р                   |                      | ЧФ                   | 1р                   | П    | 3р   |                      | 2р                   |                      | 2р                   | 1р                   | NH                   |                      | 1 / 11         | 17–9           |
| Відкритий чемпіонат США з тенісу       | ЧФ                   | 2р                   | 1р                   | 2р                   | 3р                   | 2р                   | 2р                   | 1р                   | ЧФ                   | ЧФ   | 3р   |                      |                      | ПФ                   |                      | 2р                   |                      |                      | 0 / 13         | 22–13          |
| П–П                                    | 3–1                  | 3–3                  | 3–4                  | 5–3                  | 5–4                  | 8–4                  | 3–2                  | 6–4                  | 5–4                  | 12–3 | 11–3 | 0–1                  | 1–2                  | 12–4                 | 4–1                  | 1–4                  | 0–1                  | 0–0                  | 2 / 50         | 82–47          |
| Фінали WTA                             |                      |                      |                      |                      |                      |                      |                      |                      |                      |      |      |                      |                      |                      |                      |                      |                      |                      |                |                |
| Фінал WTA                              | Не закваліфікувалась | Не закваліфікувалась | Не закваліфікувалась | Не закваліфікувалась | Не закваліфікувалась | Не закваліфікувалась | Не закваліфікувалась | Не закваліфікувалась | Не закваліфікувалась | П    | Ф    | Не закваліфікувалась | Не закваліфікувалась | Не закваліфікувалась | Не закваліфікувалась | Не закваліфікувалась | Не закваліфікувалась | Не закваліфікувалась | 1 / 2          | 4–1            |
| Загальна статистика                    |                      |                      |                      |                      |                      |                      |                      |                      |                      |      |      |                      |                      |                      |                      |                      |                      |                      |                |                |
| Титули                                 | 0                    | 0                    | 0                    | 1                    | 2                    | 3                    | 0                    | 1                    | 0                    | 5    | 5    | 0                    | 3                    | 1                    | 0                    | 2                    | 0                    | 0                    | За кар'єру: 23 | За кар'єру: 23 |
| Фінали                                 | 0                    | 0                    | 0                    | 2                    | 2                    | 3                    | 2                    | 1                    | 0                    | 5    | 6    | 0                    | 3                    | 3                    | 1                    | 3                    | 1                    | 0                    | За кар'єру: 32 | За кар'єру: 32 |
| Рейтинг на кінець року                 | 85                   | 61                   | 105                  | 20                   | 27                   | 12                   | 39                   | 25                   | 56                   | 4    | 3    | 872                  | 44                   | 9                    | 63                   | 49                   | 58                   | 192                  |                |                |

### Фінали турнірів Великого шолома

#### Парний розряд: 3 (2 титули, 1 поразка)
| Результат | Рік  | Турнір                                 | Покриття | Партнер                   | Опоненти                           | Рахунок            |
| --------- | ---- | -------------------------------------- | -------- | ------------------------- | ---------------------------------- | ------------------ |
| Перемога  | 2013 | Вімблдонський турнір                   | Трава    | Сє Шувей                  | Ешлі Барті Кейсі Деллаква          | 7–6(7–1), 6–1      |
| Перемога  | 2014 | Відкритий чемпіонат Франції з тенісу   | Ґрунт    | Сє Шувей                  | Сара Еррані Роберта Вінчі          | 6–4, 6–1           |
| Поразка   | 2017 | Відкритий чемпіонат Австралії з тенісу | Тверде   | Андреа Сестіні Главачкова | Бетані Маттек-Сендс Луціє Шафарова | 7–6(7–4), 3–6, 3–6 |

### Фінали турнірів WTA

#### Парний розряд: 2 (1 титул, 1 поразка)
| Результат | Рік  | Турнір               | Покриття   | Партнер  | Опоненти                        | Рахунок  |
| --------- | ---- | -------------------- | ---------- | -------- | ------------------------------- | -------- |
| Перемога  | 2013 | Фінал WTA, Стамбул   | Тверде (i) | Сє Шувей | Катерина Макарова Олена Весніна | 6–4, 7–5 |
| Поразка   | 2014 | WTA Фінали, Сінгапур | Тверде (i) | Сє Шувей | Кара Блек Саня Мірза            | 1–6, 0–6 |